# Distrito de Limasol
El distrito de Limasol es uno de los seis distritos en los que se encuentra dividida la República de Chipre. Su principal ciudad y capital, Limasol, es un importante puerto ubicado al sur de la isla.

## Geografía
Tiene fronteras con el distrito de Nicosia por el norte, hacia el oeste linda con el distrito de Pafos, al este con el distrito de Lárnaca y en el sur del mar Mediterráneo. Además, la parte del área sur está ocupada por la base militar británica de Akrotiri y Dekelia.

### Localidades
Ciudad
- Limassol

Municipalidades
- Ypsonas
- Kato Polemidia
- Mesa Geitonia
- Agios Athanasios
- Germasogeia

Pueblos
- Agios Amvrosios
- Agios Dimitrios
- Agios Georgios
- Agios Ioannis
- Agios Konstantinos
- Agios Mamas
- Agios Pavlos
- Agios Theodoros
- Agios Therapon
- Agios Thomas
- Agios Tychonas
- Agridia
- Agros
- Akapnou
- Akrotiri
- Akrounta
- Alassa
- Alektora
- Amiantos
- Anogyra
- Apesia
- Apsiou
- Arakapas
- Armenochori
- Arsos
- Asgata
- Asomatos
- Avdimou
- Chandria
- Dierona
- Dora
- Doros
- Dymes
- Episkopí
- Eptagoneia
- Erimi
- Fasoula
- Foini
- Foinikaria
- Gerasa
- Gerovasa
- Kalo Chorio
- Kaminaria
- Kantou
- Kapilio
- Kato Kivides
- Kato Mylos
- Kato Platres
- Kellaki
- Kissousa
- Klonari
- Koilani
- Kolossi
- Korfi
- Kouka
- Kyperounta
- Laneia
- Lemithou
- Limnatis
- Lofou
- Louvaras
- Malia
- Mandria
- Mathikoloni
- Monagri
- Monagroulli
- Moni
- Moniatis
- Mouttagiaka
- Omodos
- Pachna
- Palaiomylos
- Palodeia
- Pano Kivides
- Pano Polemidia
- Paramali
- Paramytha
- Parekklisia
- Pelendri
- Pentakomo
- Pera Pedi
- Pissouri
- Platanisteia
- Platres
- Potamiou
- Potamitissa
- Prastio (Avdimou)
- Prastio (Kellaki)
- Prodromos
- Pyrgos
- Sanida
- Silikou
- Sotira
- Souni–Zanatzia
- Spitali
- Sykopetra
- Trachoni
- Treis Elies
- Trimiklini
- Troodos
- Tserkezoi
- Vasa Kellakiou
- Vasa Koilaniou
- Vikla
- Vouni
- Zoopigi

## Población
El distrito de Limasol abarca unos mil trescientos noventa y seis kilómetros cuadrados y alberga a una población de doscientos treinta y cinco mil cincuenta y seis habitantes, según cifras arrojadas por el censo del año 2011. La densidad poblacional es de aproximadamente ciento sesenta y ocho personas por kilómetro cuadrado.